# Le Prêcheur
Le Prêcheur è un comune francese di 1.706 abitanti situato nel dipartimento d'oltre mare della Martinica.